# Alexis Claude Clairaut

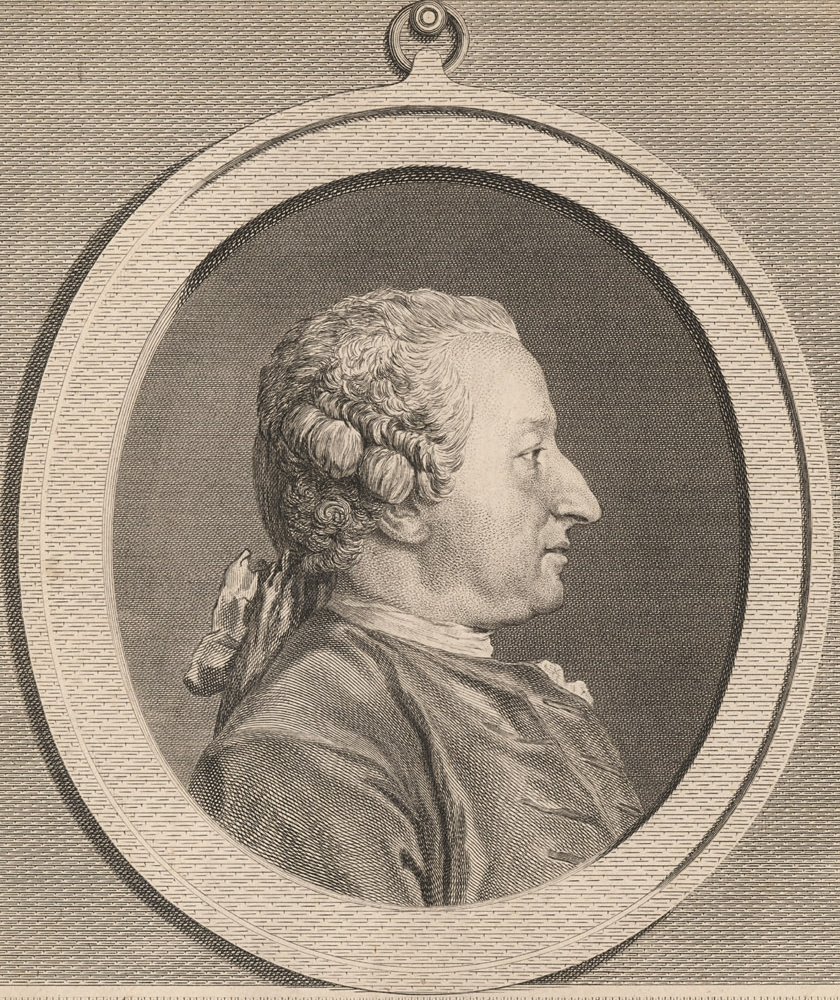
Alexis Claude Clairaut

Alexis Claude de Clairault (of ook Clairaut) (Parijs, 3 mei 1713 - Parijs, 17 mei 1765) was een achttiende-eeuwse Franse wiskundige, astronoom, geofysicus en intellectueel.

## Biografie

### Kindertijd
Clairauts vader gaf les in de wiskunde. Clairaut was een wonderkind: op twaalfjarige leeftijd schreef hij al een verhandeling over vier meetkundige krommen en onder zijn vaders begeleiding maakte hij zulke snelle vorderingen dat hij op zijn dertiende jaar voor de Académie Française al een voordracht hield over de eigenschappen van deze door hem ontdekte vier krommen. Op zijn zestiende schreef hij een verhandeling over krommen met dubbele kromming, Recherches sur les courbes a double courbure (Onderzoek naar krommen met dubbele kromming), welk artikel hem na de publicatie ervan in 1731 een lidmaatschap van de Franse Academie van Wetenschappen opleverde, hoewel hij als achttienjarige op dat moment jonger was dan de minimaal gestelde leeftijd.

### De vorm van de aarde
In 1736 nam hij samen met Pierre Louis de Maupertuis deel aan een expeditie naar Lapland, die als doel had te bepalen of de aarde volledig rond was of misschien aan de polen was afgeplat of uitgestulpt. Na zijn terugkeer publiceerde hij in 1743 zijn verhandeling Théorie de la figure de la terre (1743) (Theorie over de vorm van aarde). In dit werk poneerde hij de stelling die nu bekendstaat als de stelling van Clairaut, die de zwaartekracht op punten aan het oppervlak van een roterende ellipsoïde in verband brengt met de compressie en de middelpuntvliedende kracht op de evenaar.
Dit hydrostatische model van de vorm van de aarde was gebaseerd op een artikel door Colin Maclaurin, die had laten zien, dat een massa van vloeistof, die rondom een lijn door haar massacentrum roteert, in het kader van de wederzijdse aantrekkingskracht van deeltjes, de vorm van een ellipsoïde zou aannemen. Onder de veronderstelling dat de aarde bestond uit concentrische ellipsvormige schillen van uniforme dichtheid, kon de stelling van Clairaut ook op de aarde worden toegepast en kon ellipsvormigheid van de Aarde worden berekend uit metingen van de zwaartekracht. In 1849 toonde Stokes aan dat de stelling van Clairaut waar was, ongeacht de inwendige opbouw en dichtheid van de Aarde, op voorwaarde dat het oppervlak van de aarde een sferoïde in evenwicht is met kleine ellipsiteit.

### Persoonlijk leven en dood
Zijn groeiende populariteit in de bovenklasse belemmerde zijn natuurwetenschappelijke: "Hij hield zich bezig," zegt Bossut, "met 's avonds uitgaan naar diners, dit gekoppeld aan een levendige smaak voor vrouwen, en het ook overdag zoeken van deze pleziertjes zorgden voor een gebrek aan rust, gezondheid en kostten hem uiteindelijk op de leeftijd van tweeënvijftig jaar zijn leven."
Clairaut overleed in Parijs in 1765.